# Roccia carbonatica

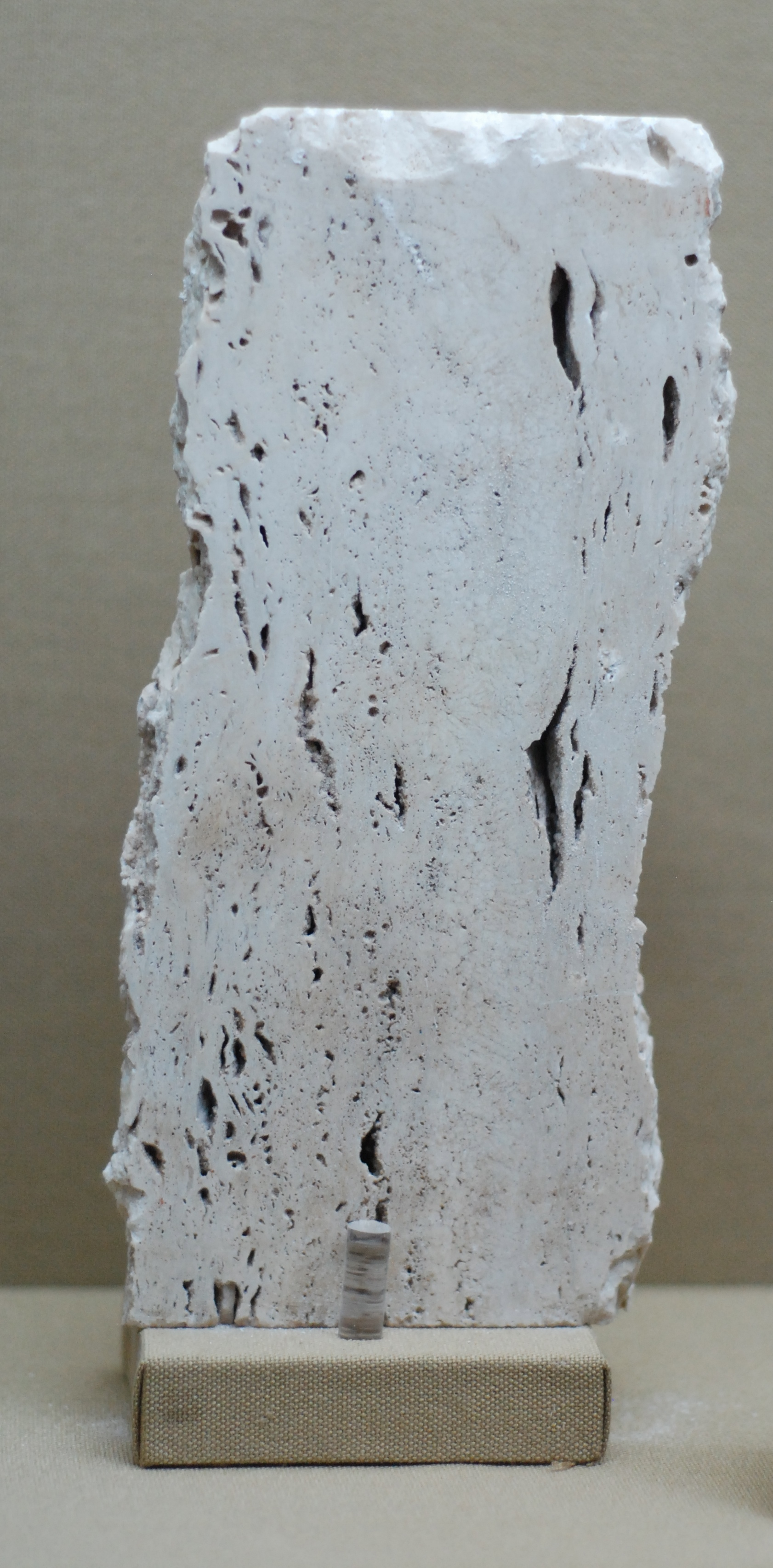
Campione di travertino, una comune roccia carbonatica calcarea

Le rocce carbonatiche sono rocce sedimentarie calcaree e dolomitiche formate da carbonati (CO2−3) che comprendono per la maggior parte carbonato di calcio (CaCO3) e carbonato di magnesio (CaMg[CO3]2). Le rocce carbonatiche composte da carbonato di calcio si corrodono a contatto con gli acidi mentre quelle composte da carbonato di magnesio sono più resistenti alla corrosione.

## Origine
L'origine avviene in acque ricche di sali dove il primo a precipitare è il carbonato semplice di calcio secondo la reazione:
Ca2+ + CO2−3 → CaCO3
Il minerale risultante prende il nome di calcite.
Nei fondali marini, a causa della precipitazione, si viene a formare un fango finissimo che subisce il processo di diagenesi per compattazione e cementazione in tempi relativamente brevi.
Alternativamente alla precipitazione chimica, si può verificare la sedimentazione di fanghi derivanti da microscopici gusci carbonatici di organismi planctonici, chiamati Foraminiferi.
La diagenesi del fango può generare banchi, strati o lamine di calcare a seconda dell'energia sul fondale.
In ambienti continentali, presso i circuiti termali avviene la stessa reazione, ma in questo caso a spese dello ione idrogeno carbonato e anche con la degasazione della CO2:
Ca2+ + 2HCO−3 → CaCO3 + H2O + CO2
La roccia che ne deriva è un calcare continentale che prende il nome di travertino, facilmente riconoscibile dagli spazi vuoti lasciati dai gas.
Nell'acqua marina la presenza di magnesio può determinare la precipitazione di un carbonato doppio di calcio e di magnesio, la dolomite:
Ca2+ + Mg2+ + CO2−3 → CaMg[CO3]2
La dolomite dopo il processo di diagenesi prende il nome di dolomia, che può essere presente in bancate molto massicce.
Le dolomie e i calcari trapassano spesso gli uni e gli altri dando origine a numerose rocce carbonatiche etichettate a seconda della composizione in percentuale di uno o dell'altro sale.